# Tobiasfisch
Der Tobiasfisch (Ammodytes tobianus) ist ein langgestreckter Meeresfisch und gehört zur Familie der Sandaale. Tobiasfische kommen von Murmansk bis Spanien vor, außerdem in der Ostsee und an der Südküste von Island.

## Merkmale
Die Fische werden ca. 20 Zentimeter lang und besitzen einen grünlich gefärbten Rücken und silbrig schimmernde Seiten. Im Unterschied zum sehr ähnlichen Kleinen Sandaal (Ammodytes marinus) ist der Schwanzflossenansatz beim Tobiasfisch beschuppt und die Bauchschuppen, die beim Kleinen Sandaal nur unregelmäßig angeordnet sind, sind dicht in sich überlappenden regelmäßigen Winkeln angeordnet.
- Flossenformel: Dorsale: 49–58; Anale: 24–32[2]

## Lebensweise
Tobiasfische leben im küstennahen Flachwasser und graben sich bei Ebbe in Sandbänken ein. Den Winter verbringen sie in Wassertiefen von 20 bis 50 Metern ebenfalls eingegraben im Sand. Sie leben in großen Schwärmen und können bis zu sieben Jahre alt werden. Tobiasfische ernähren sich von Zooplankton und größeren Kieselalgen.

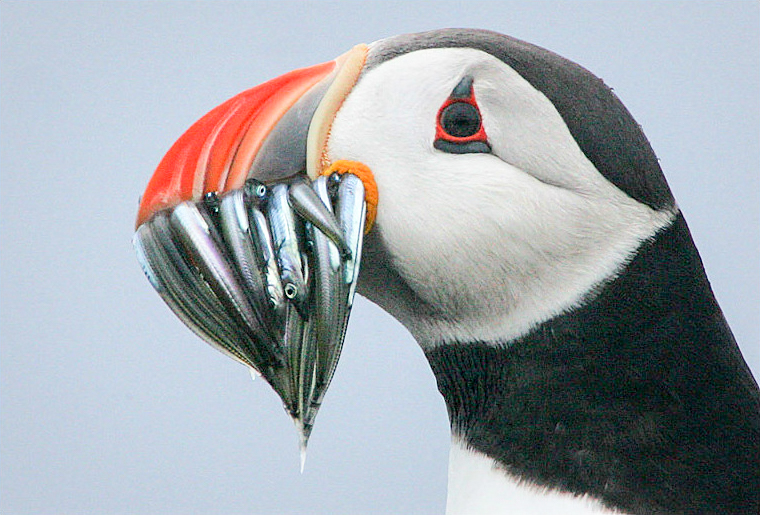
Papageitaucher mit Beute

Tobiasfische dienen als Beute für zahlreiche Beutegreifer (z. B. Meerforelle, Kabeljau (in der Ostsee Dorsch genannt), Aal und Wittling) im Ökosystem Nordsee und Ostsee. Auch in der Brutzeit der Seevögel besteht die Nahrung zu großen Teilen aus diesem kleinen Fisch. Der Mensch nutzt den Tobiasfisch als Köder in der Leinenfischerei. Außerdem ist er Beifang in der Fischerei auf den Kleinen Sandaal.

## Fortpflanzung
Diese Art hat 2 Laichperioden, eine davon im Frühjahr und eine im Herbst. Die Eier werden in den Sand am Meeresgrund abgelaicht.

## Belege
1. 1 2 3 4  Bent J. Muus, Jørgen G. Nielsen: Die Meeresfische Europas. In Nordsee, Ostsee und Atlantik. Franckh-Kosmos Verlag, ISBN 3440078043, Seite 216.
2. 1 2 3  Tobiasfisch auf Fishbase.org (englisch)
3. ↑  Das große Weltreich der Tiere Seite:568 Planet Medien AG Zug 1997 ISBN 3-8247-8614-1